# کراسنی ماک
کراسنی ماک (به لاتین: Büyük Qaralez) یک منطقهٔ مسکونی در اوکراین است که در شبه‌جزیره کریمه واقع شده‌است. کراسنی ماک ۱٬۶۶۳ نفر جمعیت دارد و ۱۲۰ متر بالاتر از سطح دریا واقع شده‌است.